# 艾伦·佩利
艾倫·傑·佩利（英語：Alan Jay Perlis，1922年4月1日—1990年2月7日），生于美国宾夕法尼亚州匹兹堡，是美国计算机程序设计领域的科学家，首届图灵奖的获得者。

## 生平
1943年于卡内基理工学院（现卡内基梅隆大学）获得化学学士学位。二战中，在美军服役，开始对数学感兴趣。后改学数学，1949年获得硕士学位。1950年在麻省理工学院获博士学位。他的博士论文题目是“On Integral Equations, Their Solution by Iteration and Analytic Continuation”（积分方程中的迭代和解析开拓解法）。
1948年-1949年和1952年，他参加了“旋风计算机”计划，为“旋风”编制程序。1952年出任普渡大学计算中心的第一任主任，1956年任卡内基理工学院计算系的首任主任。1962年-1964年当选为ACM主席。1971年，加盟耶鲁大学计算机系，多次任系主任，直至去世。期间1977年-1978年曾在加州理工学院执教。
1990年2月7日，因心脏病在康涅狄格州的纽哈芬去世，享年68岁。

## 贡献
在高级程序设计技术和编译器构造方面。

## 荣誉
- 1966年成为首届图灵奖的获得者。颁奖词：

由于其在高级程序设计技术和编译器构造方面的影响。
（for his influence in the area of advanced programming techniques and compiler construction）
即主要指在ALGOL 58和ALGOL 60的形成和修改过程中的核心和关键作用。
其图灵奖演讲稿为：“The Synthesis of Algorithmic Systems”（算法系统的合成）
- 1973年当选为美国文理科学院院士
- 1976年当选为美国工程院院士
- 1984年获得AFIPS教育奖

## 著作
1982年佩利在ACM的SIGPLAN期刊上发表《编程警句》，被广泛引用